# 海賊の黄金時代

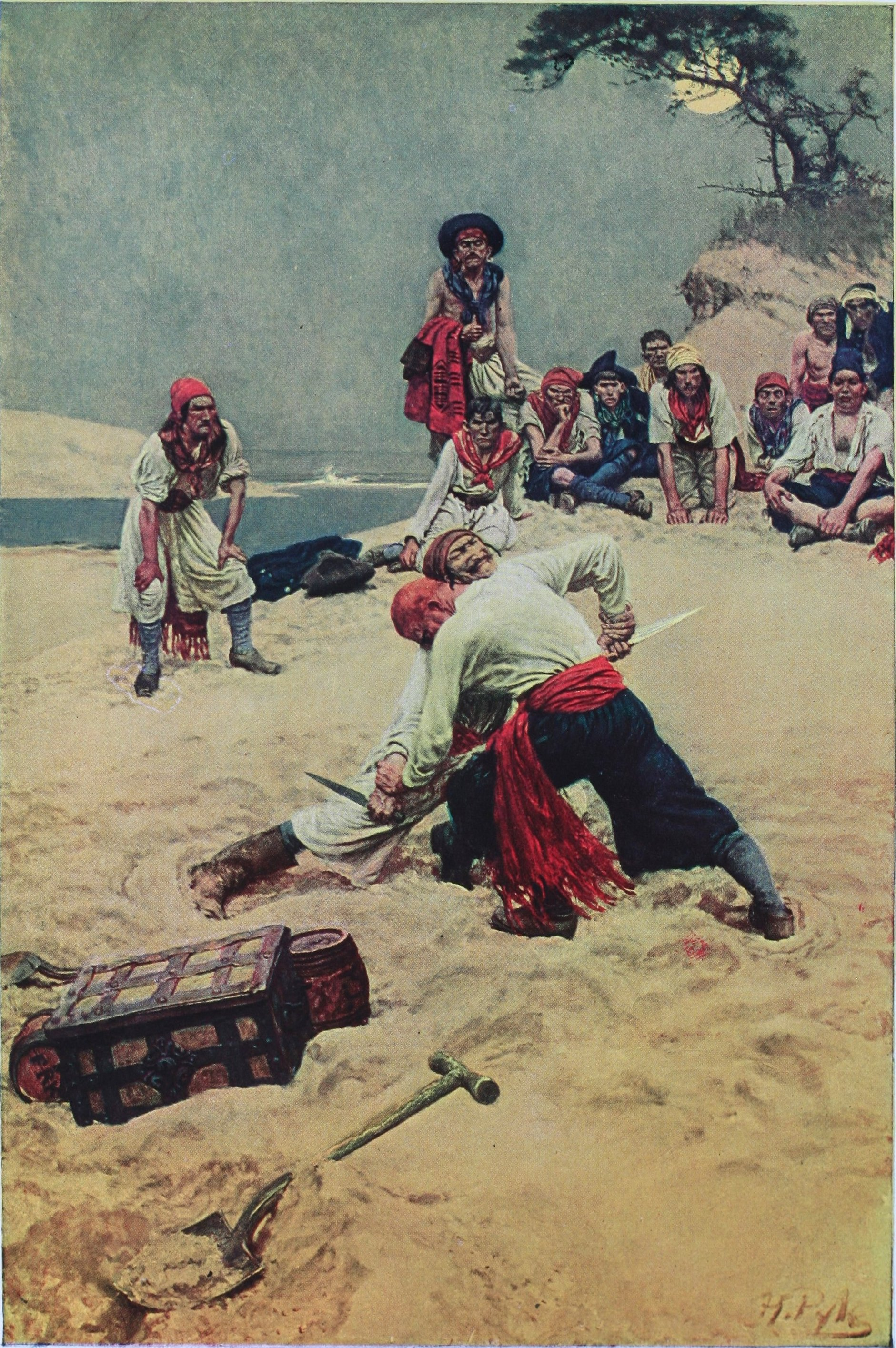
財宝を巡って争う海賊（ハワード・パイル）

海賊の黄金時代（かいぞくのおうごんじだい、英語: Golden Age of Piracy）は、1650年代から1730年代にかけて大西洋北部およびインド洋で海賊行為が活発化し、歴史上の重要な要素と見られる時代区分。
海賊史の研究においては、一般にさらに3つの時期に区分する。
1. バッカニア期 （約1650-1680年）
カリブ海においてスペインの輸送船や商船が海賊の標的となった時期。現地に植民していたフランス人、イギリス人、オランダ人からなり、しばしば私掠船としてそれら国家の認可を受けていた。また、後期にはアメリカのスペイン領植民地を直接襲撃する海賊もいた。
2. パイレーツ・ラウンド期 （1690年代）
アメリカ大陸沿岸からインド洋、紅海において各国の東インド会社の輸送船が標的となった時期。根拠地から長距離航海を行って襲撃していたのが特徴。
3. スペイン継承戦争後 （1715-1726年）
スペイン継承戦争の終結によって職を失ったイギリスの水兵や私掠船が海賊に転じた時期。カリブ海、インド洋、北米東海岸、西アフリカ沿岸で活動し、主としてスペインやフランスの船舶が襲われた。

海賊の黄金時代の時期の定義には諸説あり、しばしばバッカニア期やパイレーツ・ラウンド期を除外することがあるのに対し、3つ目は必ず含まれ、一般にカリブの海賊と呼ばれるものを指す。現代の大衆文化で描かれる海賊のイメージは、誤りも多いが、この時期の海賊がモデルとなっている。
この時代に海賊行為が横行した要因として、広大な海域を通過してヨーロッパへ輸送される高価な積荷の量が増加したこと、特定の地域でヨーロッパの海軍（特にイギリス海軍）が縮小したこと、多くの水兵がヨーロッパの海軍（特にイギリス海軍）で訓練と経験を積んだこと、ヨーロッパの海外領土政府における腐敗と機能不全が挙げられる。当時の列強諸国は絶えず海賊の脅威にさらされていたのと同時に、自国海軍力の補完として彼らを公認しようとするなど、海事政策において重要な要素であった。

## 定義と研究史

### 初出

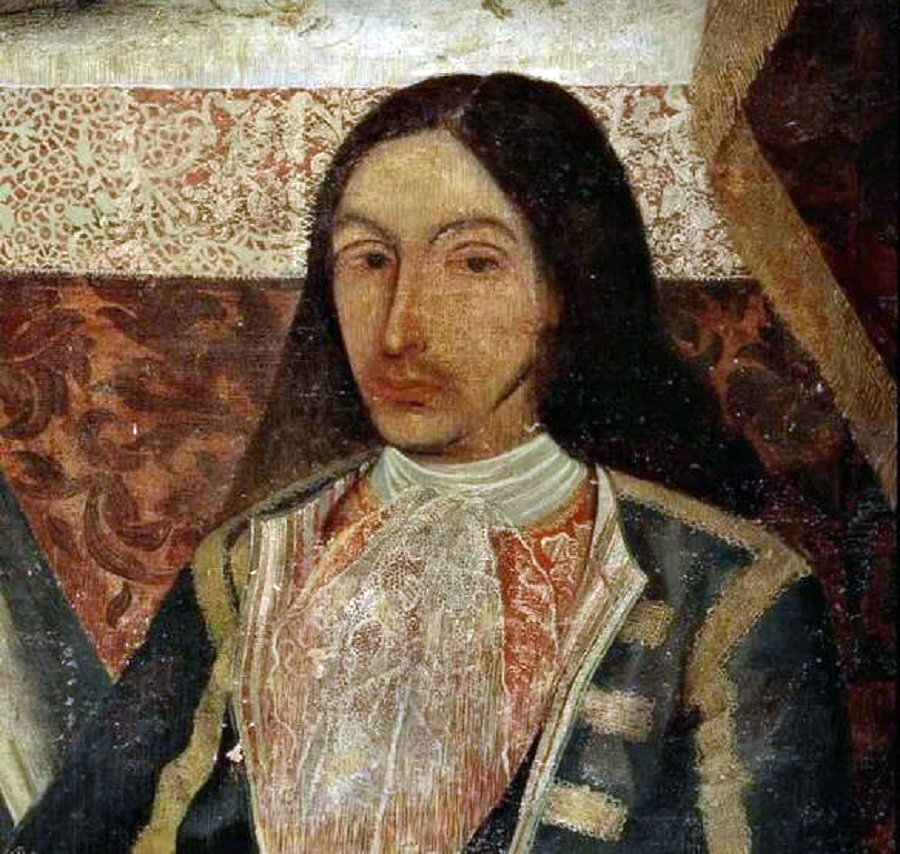
アマロ・パーゴ。海賊の黄金時代の最も有名な海賊の一人。

「海賊の黄金時代」（Golden age of piracy）という言葉の初出は1894年である。イギリスのジャーナリストであるジョージ・パウエルが150年以上前に出版されたチャールズ・レスリーの『A New and Exact History of Jamaica』（ジャマイカ新詳史）を批評する中で「17世紀最後の10年間までが、海賊の黄金時代であったように思われる」と言及したものであった。
今日、史学上の用語として定義付け広めたのはアメリカの歴史家ジョン・フィスクである。彼は1897年に「海賊業が17世紀から18世紀初頭にかけてほど隆盛を極めた時代は、世界の歴史上他にない。その黄金時代は、およそ1650年から1720年まで続いたと言えよう」と記した。また、バルバリア海賊や東アジアの海賊活動（倭寇）もこの「黄金時代」に含め、「これらのムスリム海賊や東アジアの海賊は17世紀においても他のどの時代にも劣らず活発に活動していたため、バッカニアの時代が海賊の黄金時代であったという私の主張を損なうものではない」と述べている。
20世紀前半の海賊史家たちは、しばしばフィスクの「黄金時代」という用語を用いつつも、その期間の定義までは従わなかった。
例えば、もっとも広い時期の定義ではパトリック・プリングルが1951年の著書において用いたエリザベス1世の時代を開始時期とするものがある。
これはフィスクがフランシス・ドレークらエリザベス朝の人物を明確に除外していたことと真っ向から反していた。

### 厳密化
20世紀に掛けて歴史家たちは黄金時代の時期の定義を狭く取ろうとする傾向があった（先のプリングルはかなり例外的な事例である）。
フィリップ・ゴスは1924年の時点で「1680年から1730年まで」としていた。
また、ダグラス・ボッティングは人気を博した著書『海賊たち』（1978年）の中で、「17世紀末に始まり、18世紀第1四半期に終わる、わずか30年間」だと定義している。
このボッティングの定義はフランク・シェリーによる1986年の著書でも踏襲されていた。マーカス・レディカーは1989年の学術論文で「1716年から1726年まで」とわずか10年間であったと定義している。
おそらく最狭義の定義はアンガス・コンスタムによる2005年の自著『海賊の歴史』によるものである。この中では「1714年から1722年までのわずか8年間」とし、真の黄金時代は10年すら満たなかったと指摘している。
一方でデイヴィッド・コーディンリーが1994年に著した『海賊大全』（Under the Black Flag）では「大海賊時代」（Great age of piracy）という名前で「1650年代から1725年頃まで」と定義し、これはフィスクの定義に最も近いものであった。

### 3つの時期とする再定義化
2004年にレディカーは、「約1650年から1730年まで」を「黄金時代」としつつ、これを3つに細分化する定義を提示した。すなわち、1650年から1680年のバッカニア、1690年代のインド洋の海賊、そして1716年から1726年までの海賊たちである。

## 歴史
海賊行為はイギリス、スペイン、オランダ、ポルトガル、フランスといった、当時のヨーロッパ列強による交易や植民地を巡る衝突の結果、その縮小版として主に生じた。海賊のほとんどはイギリス、オランダ、フランスに起源を持つ人物だった。

### バッカニア期

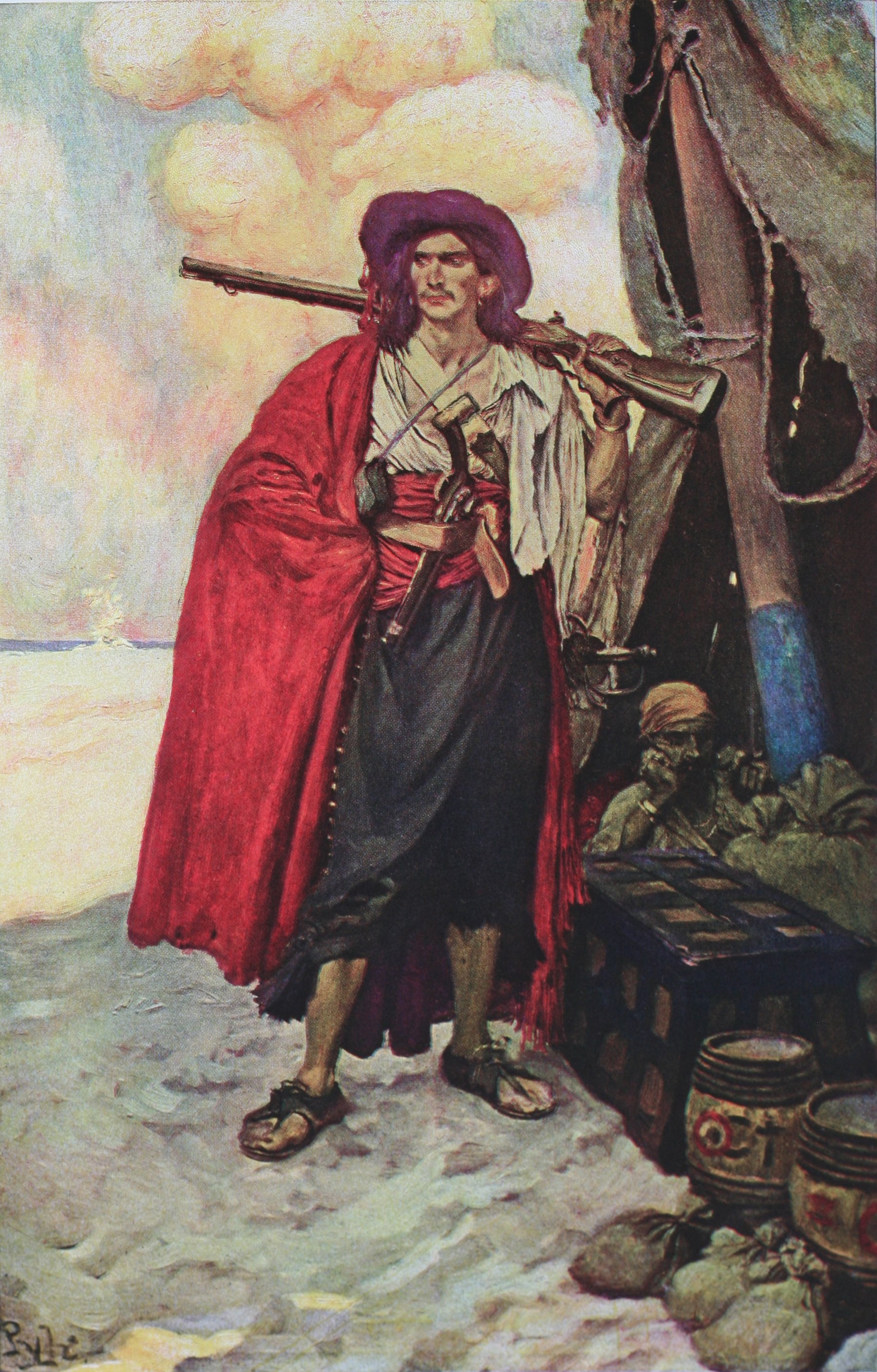
"カリブ海のバッカニア"（ハワード・パイル）

数名の歴史家は海賊の黄金時代を1650年頃に始まるとしている。その頃、宗教戦争が終結したことでヨーロッパ諸国は各々の植民地開発を再開し、それによって海上交易が盛んになった。そして新大陸の植民地から大量の富が生み出され（言い換えれば収奪され）、その多くが船で運搬された。
バッカニア（buccaneer）はカリブ海を中心にスペインの植民地および商船に攻撃を加えた無法者集団で、「バッカニア」という言葉は、狩った獲物の干し肉を作るのに彼らが用いた道具「ブカン」に由来するという。本人達は「沿岸の義兄弟」を称していた。早くも1625年に、フランス人のバッカニア達が当時ほぼ無人だったイスパニョーラ島北部（現在のハイチ）に根城を築いたが、当初彼らは盗賊というより猟師として生活していた。彼らが徐々に職業海賊に転身していったのは、バッカニアと彼らの獲物である野生化した牛や豚を根絶しようと、スペイン人がイスパニョーラ島に攻撃を仕掛けたからだった。バッカニア達はイスパニョーラ本島からもっと守りやすい沖合のトルトゥーガ島へ移住したが、そこは資源が不足していた。生きるため、そして恨みを晴らすためにバッカニアはスペイン人に対し略奪に乗り出した。アレクサンドル・エスケメラン（バッカニアであると同時に歴史家で、彼の記録はこの時代の海賊の貴重な史料となっている）によると、スペインへ帰る途上のガレオン船を初めて攻撃したのはピエール・ル・グランだという。トルトゥーガ島には一種の海賊共和国が築かれ、独自のルールで海賊たちは島を統治した。トルトゥーガ島の評判が広がると、フランス人のみならずカリブ海から様々な国籍、人種のならず者どもが集まるようになった。スペイン軍はたびたび大艦隊を派遣してバッカニアを追い散らしたが、艦隊が帰ると彼らはすぐに島に戻ってしまった。
1655年にイギリスがジャマイカ島を占領すると、トルトゥーガ島を拠点とする海賊行為はさらに増加した。初期のジャマイカ総督達はトルトゥーガ島のバッカニアやイギリス人に進んで私掠免許を発行した。また、ジャマイカ島の当時の首都ポートロイヤルは戦利品を売り払うのに非常に都合が良かった。ポートロイヤルには酒場や娼館などが立ちならび、海賊たちは稼いだ金の大半をそこで浪費した。1660年代には、新たなトルトゥーガ島総督ベルトラン・ドジェロンが同様の委任状をフランス人植民者やポートロイヤルのイギリス人の殺人犯に与えた。これらの条件によってカリブ海における海賊行為はピークを迎えた。この時代に活躍した海賊には、1666年にマラカイボを襲撃したフランソワ・ロロネー、一介のバッカニアからジャマイカ副総督に上り詰めたヘンリー・モーガンなどがいる。

### パイレーツ・ラウンド期

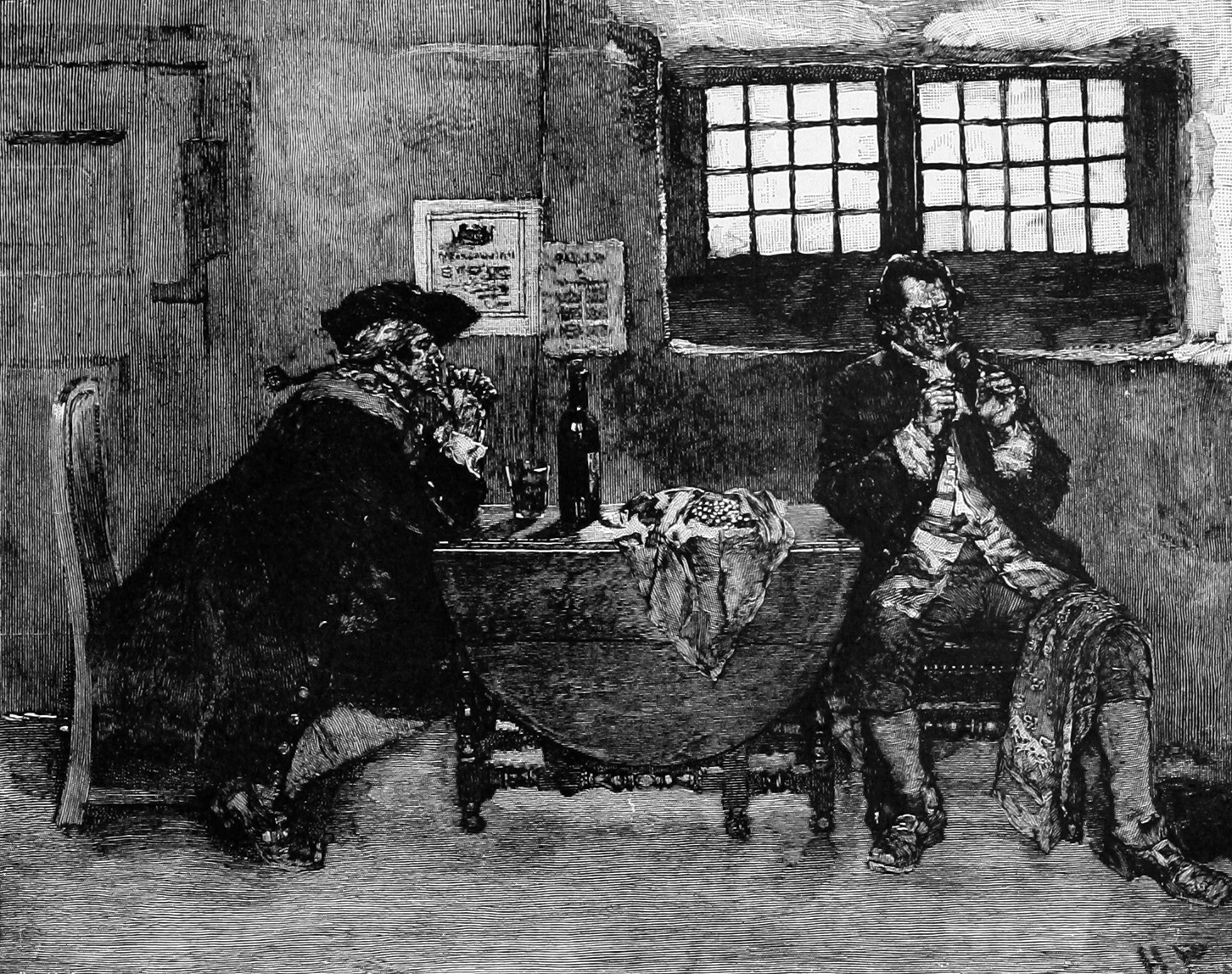
戦利品を見せつけるヘンリー・エイヴリー

1690年代が始まると同時に、バッカニア時代の終わりに苦杯を舐めたイギリス人やアメリカ人の海賊の多くが財宝を求めてカリブ海の外に目を向け始めた。バッカニアの没落には多くの理由があった。イギリスでスチュアート朝が崩壊したことで昔ながらの英仏の対立が再燃し、英領ジャマイカと仏領トルトゥーガの共同関係が崩れたこと、1692年の地震でポートロイヤルが壊滅し、略奪品を捌く市場が失われたこと、カリブ海植民地の総督たちがそれまでの「（トルデシリャス条約で引かれた）本経線を越えて平和なし（No peace beyond the Line）」という政策を放棄しはじめたこと（この政策がとられているうちは、ヨーロッパで平和条約が締結されていても新大陸では戦争が続いていると考えられていた。そのため私掠免許状が発行されていたのだが、これ以降は免許状の発行はヨーロッパでの戦争中に限られるようになり、締め付けは徐々に強まっていった）などがあげられる。これらの理由に加えて、単純にスペイン領の主要植民地が消耗しきってしまっていたことも大きかった。1667年から1678年にかけて、マラカイボだけで3回、リオデラアチャは5回、トル（現コロンビア）にいたっては8回も略奪を受けていた。
同時に、イギリス本国は数度にわたり航海法を公布したため、イギリスの植民地（バーミューダ、ニューヨーク、ロードアイランドなど）は金欠状態に陥っていた。財貨に飢えた商人や総督は、海賊を見過ごすばかりでなく、彼らの航海に保険を与えたりした。とある植民地の役人は「領内に金をもたらす人々の縄に首を掛けるのは残酷な所業である」として海賊を保護したほどである。これらの海賊のなかには1690年代以降も北米のニューイングランドや中部植民地（ニューヨーク、ニュージャージー、ペンシルヴェニア、デラウェアの4州）から出発して、遠く離れたスペインの太平洋の植民地を標的にする者もいたが、彼らの多くはインド洋に獲物を求めた。この時代、インドの生産力はヨーロッパのそれを大きく上回っており、とくに絹やキャラコなどは高価で取引されたため、それらが海賊の理想の略奪品になった。加えてインド洋には目立った海軍勢力が存在せず、ムガル帝国の船舶や各国の東インド会社の商船は襲撃に弱かった。また、アフリカ東岸のマダガスカル島は前の時代におけるトルトゥーガ島に相当する役割を果たした。これらを背景に、トマス・テュー、ヘンリー・エイヴリー、ロバート・カリフォード、そしてウィリアム・キッドなどの有名な海賊が活躍した。しかし、1697年にフランス軍・バッカニア連合軍がカルタヘナを占領したの最後に、バッカニア時代から続いた海賊の活動も徐々に下火になっていった。

### スペイン継承戦争以降の時代

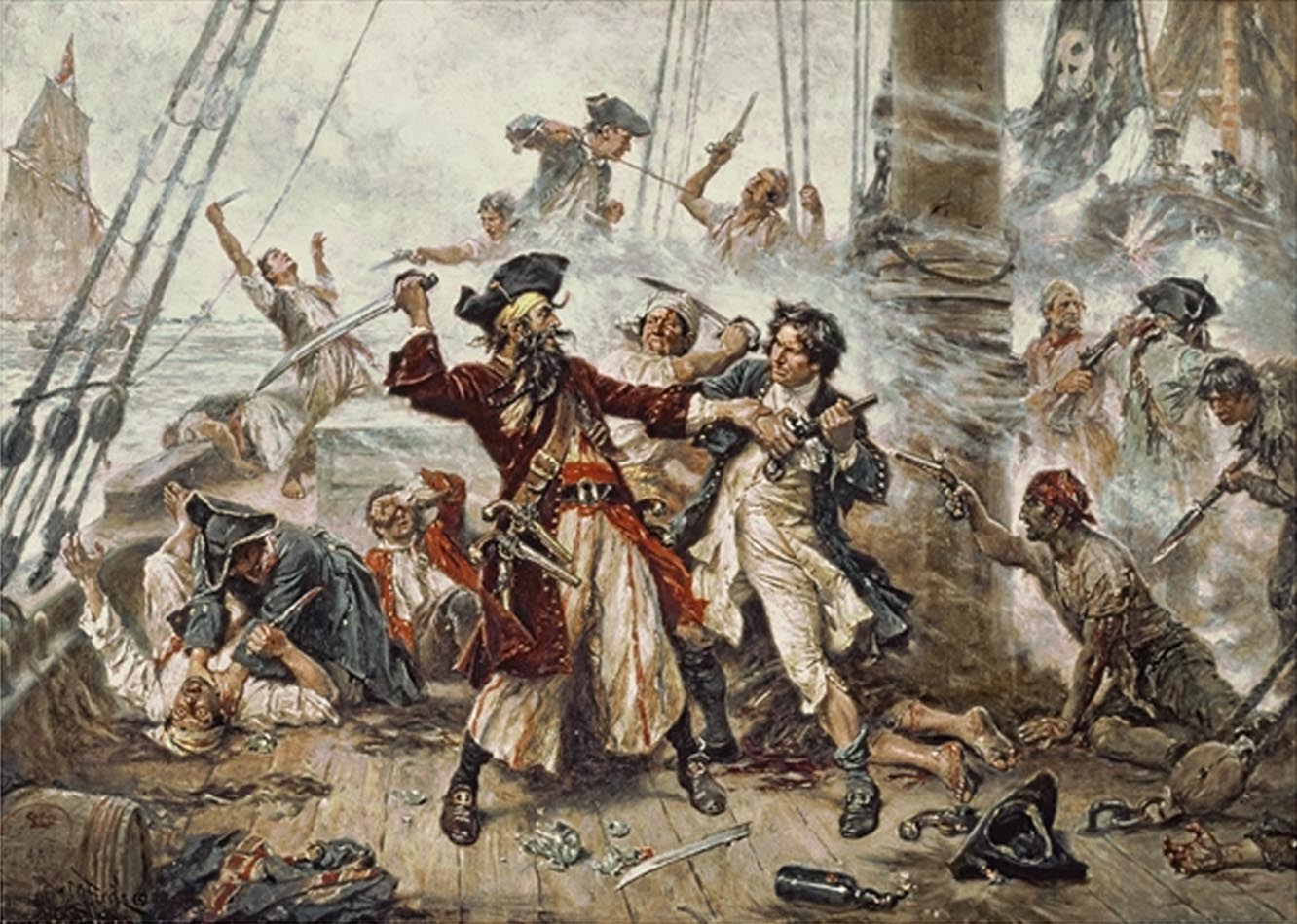
ロバート・メイナードと戦う黒髭

スペイン継承戦争（新世界ではアン女王戦争）は1713年から1714年にかけて平和条約が締結されて終結した。これにともない、イギリスの非正規戦闘員だった私掠船員は軍務を解かれた。その結果、本国・植民地間の交易がふたたび活発になりはじめた大西洋上に、数千の仕事を失った訓練済みの水兵が放り出された。さらに、本国で職を失い、船乗りや兵士になって奴隷取引に手を出していたヨーロッパ諸国のならず者たちもしばしば喜んで海賊に転じた。彼らは西アフリカの海域や沿岸で活動する海賊船長に長年にわたって新しい人員を供給した。
1715年、フロリダ付近で沈没船から銀を回収しようとしていたスペイン人潜水員が海賊によって大規模な襲撃を受けた。この略奪に参加した海賊のうち、一番数が多かったのは元私掠船乗組員のイギリス人の一団で、彼らの全員が後に悪名を馳せることになる。ヘンリー・ジェニングス、チャールズ・ヴェイン、サミュエル・ベラミー、エドワード・イングランドである。攻撃は成功したが、ジェニングス一味の期待に反してジャマイカ総督は彼らの上陸を拒否した。一味はそのときキングストン（現在のジャマイカの首都）や当時没落しつつあったポートロイヤルの近くにいたが、代わりに戦時中に放棄されていたニュープロビデンス島のナッソー（現在のバハマの首都）に新しい海賊の基地を建設することにした。3年後に元私掠船長ウッズ・ロジャーズが総督として到着するまで、ナッソーは多くのなりたての海賊の拠点になった。
この時代に海賊の狙い目となったのは、アフリカ、カリブ海、そしてヨーロッパ間で急増した海運取引、いわゆる三角貿易に従事する商船である。三角貿易では、まずヨーロッパからアフリカ沿岸へ航行し、工業品や武器を奴隷と交換する。次に奴隷を売りにカリブ海へ向かい、砂糖やタバコやカカオを積んでヨーロッパへ帰っていく。もうひとつの三角貿易（砂糖貿易）では、まずニューイングランドの農産物や保存食のタラをカリブ海に運び、砂糖や糖蜜と交換する。それらをイギリスへ運び、工業製品やラム酒と交換し、ニューイングランドへ向かう。どちらの三角貿易も一つの地点を通過するたびに利鞘が発生した。
戦争の結果、イギリスはアシエント（スペイン植民地での奴隷供給権）を獲得した。これにより、それまで閉じられていた新大陸のスペイン市場にイギリスの商船や密輸船が介入していった。また、この協約は西大西洋の海賊行為の拡大にも大きく貢献した。戦争後に仕事を失った海兵が溢れたことも、植民地の取引の急速な拡大を促した。船主は労働力の供給過剰を盾に船乗りの賃金を切り詰め、可能な限り節約して利益を最大化しようとした。これにより船上は劣悪な環境に陥り、乗組員は運ばれる奴隷と同じかそれ以上に非人道的な待遇を受けたという。あまりに過酷な環境だったため、多くの船乗りが自由な海賊稼業に手を染めるようになっていった。

### 衰退
18世紀はじめまでには、すべての国家が私掠船を容認しなくなっていた。1713年にユトレヒト条約が締結され、仕事のない水兵が増加したことは海賊にとって幸運をもたらしたが同時に不運ももたらした。海賊が劇的に増加し多くの船が略奪を受けるようになったが、これに脅威を感じたヨーロッパ諸国は商船を保護するため海軍を強化し、最終的に海賊を撃退するまでになった。熟練の水兵が増えたことは、海賊だけでなく海軍にも多くの人材を提供することになった。
1718年の黒髭エドワード・ティーチの死は海賊の歴史の転換点になった。安全な拠点を失い、同時に増大する海軍の圧力を受け、海賊達はその勢いを失っていった。商船が運ぶ財宝の持つ魅力も次第に薄れていき、獲物を狩る狩人は徐々に狩られる立場に変わった。1719年のはじめまでに生き残った海賊もカリブ海から逃げ出した。その多くは西アフリカを目指し、守りの手薄な奴隷商人を襲った。スペイン継承戦争以後に発生した（狭義の）「海賊の黄金時代」は、結局10年も続かなかった。

## 著名な海賊

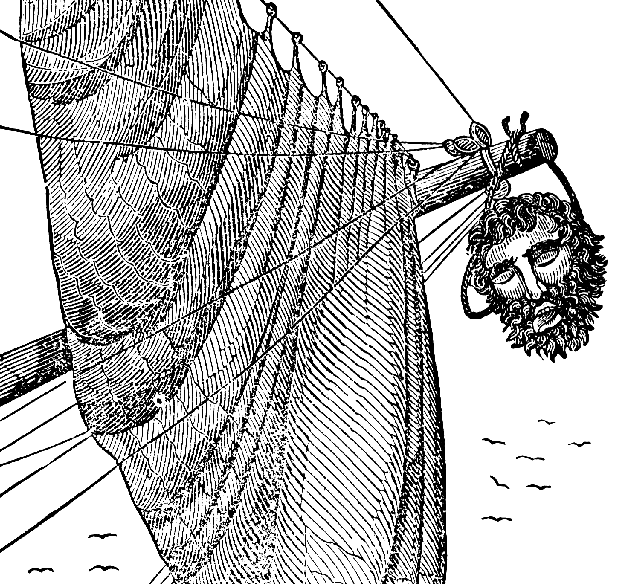
殺されて首を舳先に吊るされる黒髭

海賊の黄金時代には現在でもよく知られている多くの海賊が活躍した。17世紀のバッカニアについてはアレクサンドル・エスケメランの『アメリカのバッカニア』に、17世紀末から18世紀の海賊についてはキャプテン・チャールズ・ジョンソンの『悪名高き海賊たちの強奪と殺人の歴史』、通称『海賊史』に各人の伝記が詳細に記されている。
- ヘンリー・モーガン - パナマ市を陥れた偉大なバッカニア。イギリス本国で処刑されるはずだったが逆に騎士叙任を受けてジャマイカ副総督に就任した。元海賊船長としては珍しく、1688年に自然死した。
- ヘンリー・エイヴリー - 捕まったり戦死したりすることなく、財宝を手に引退できた数少ない著名な海賊船長の一人。財宝を満載したムガル皇帝アウラングゼーブの持ち船ガンズウェイ号を拿捕したことでも有名。
- ウィリアム・キッド - 通称"キャプテン・キッド"。1701年、海賊行為の罪でロンドンの海賊処刑場（英語版）で処刑された。ただし、彼の罪状については今でも議論されている。彼が隠したとされる「キャプテンキッドの財宝」で有名。
- サミュエル・ベラミー - 通称"ブラック・サム"ベラミー。海賊船「ウィダーガリー」号船長。1717年の嵐で消息を絶った。
- スティード・ボネット - バルバドスの裕福な土地所有者だったが、冒険心から海賊に転向した。1717年に砲10門を備えたスループ船「リヴェンジ」号の船長になり、ヴァージニア沿岸を荒らし回った。1718年に捕まり絞首刑に処された。
- "黒髭"エドワード・ティーチ - 1716年から1718年にかけて鉄の爪でいくつもの海を支配した、おそらく史上もっとも有名な海賊。彼の一番有名な乗艦はアン女王戦争にちなんで名付けられたアン女王の復讐号である。1718年にロバート・メイナード大尉とその部下たちによって殺された。
- ジョン・ラカム - 通称"キャラコ・ジャック"。1720年に捕まり、絞首刑に処されポートロイヤルに死体を晒された。
- アン・ボニーとメアリ・リード - ジョン・ラカムの海賊船に男性と偽って乗船していた二人の有名な女海賊。
- バーソロミュー・ロバーツ - 通称"ブラック・バート"。20隻もの海賊艦隊を率い、1719年から3年間で400隻の船を拿捕した、歴史上最も成功したと言われる海賊。1722年、アフリカ沿岸で殺された。
- エドワード・ロー - 1721年から1724年に活動した。捕虜を殺す前に拷問を行ったことで有名。彼は西インド諸島からアソーレス諸島、ロードアイランド、ヴェルデ岬諸島、シエラレオネまでの広範囲にわたる航海を行った。残忍な性格で知られており、モイドール金貨が詰められた袋を海に投げ込んだポルトガル船の船長に対しては、部下にその船長の唇を切り落とさせ、それを焼いた上でポルトガル船のクルーたちに食べさせたという[29][30]。
- ウィリアム・フライ - 1726年に処刑された。歴史家マーカス・レディカーによると、彼の処刑が海賊の黄金時代の終焉となった。

## 関連文献
- Rediker, Marcus. Villains of all Nations: Atlantic Pirates in the Golden Age. Beacon Press: Boston (2004).
- Rediker, Marcus. “Pirates and the Imperial State.“  Reviews in American History 16.3 (1988) : 351-357
- Swanson, Carl E.  “American Privateering and Imperial Warfare, 1739–1748.”  The William and Mary Quarterly 42.3 (1985) : 357-382
- クリントン・V・ブラック『カリブ海の海賊たち』増田義郎訳、新潮選書、1990年
- チャールズ・ジョンソン『イギリス海賊史』上下、朝比奈一郎訳、リブロポート、1983年